# Bettwäsche

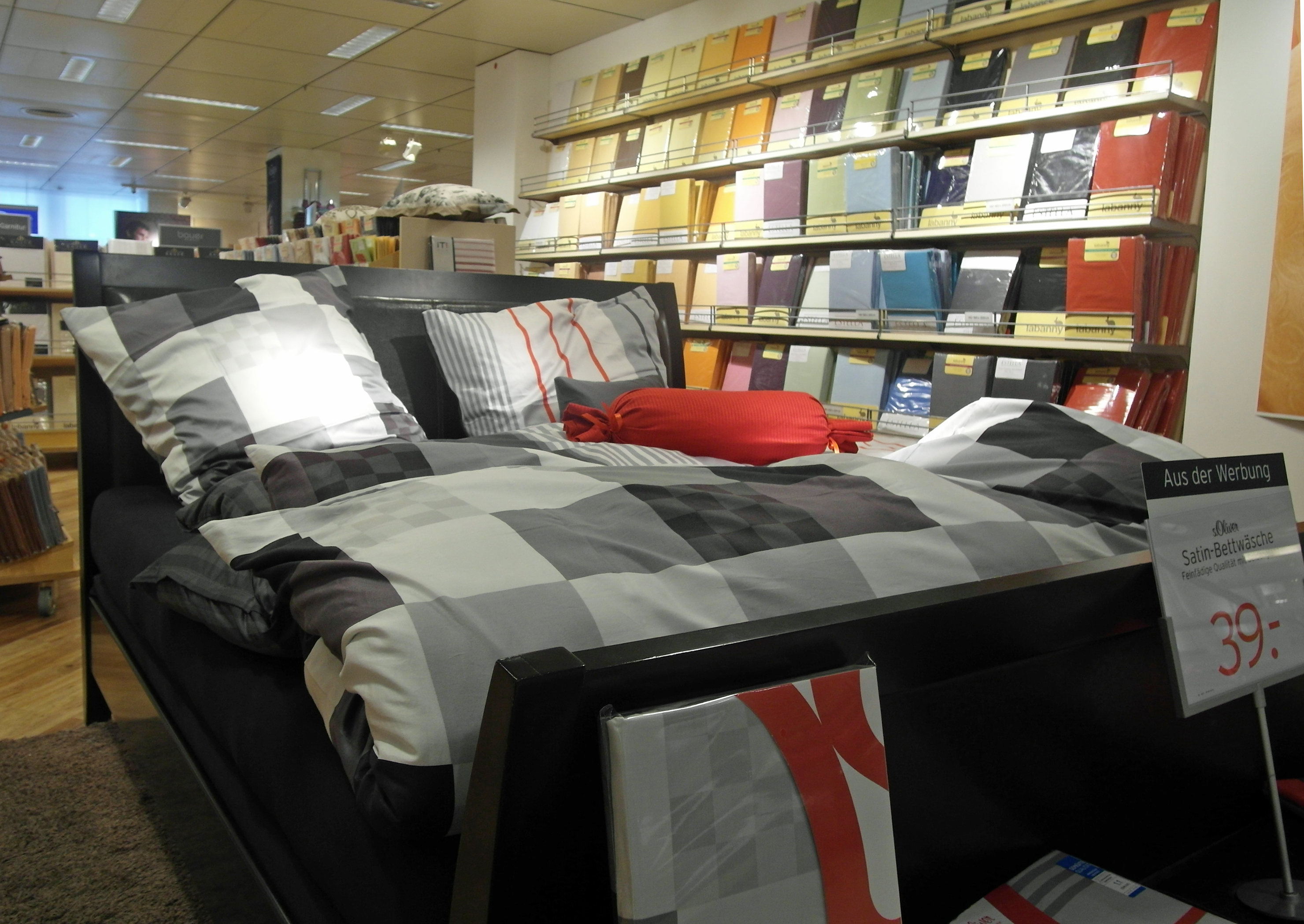
Bettwäsche in einem Kaufhaus

Bettwäsche ist die Gesamtheit von Textilien, mit denen Bettware zum Schutz vor Abnutzung und aus Gründen der Hygiene bezogen wird. Bettwäsche umfasst Laken (auch: Leintücher, besonders in der Schweiz), Bezüge für Kopfkissen und Bettdecken, außerdem Allergiker-Encasements für Bettwäsche sowie Textilien zwischen Bettlaken und Matratzen (ungefüllte Matratzenschoner).

## Geschichte
Ursprünglich wurden Strohmatten, Tierfelle und auch Tierhäute als Überzug für Betten genutzt. Erste Bettlaken sollen im Alten Ägypten aus Leinen angefertigt worden sein. Im Mittelalter war Bettwäsche nicht immer vorhanden, obwohl man gänzlich unbekleidet schlief. Von den Yeomen aus dem mittelalterlichen England ist überliefert, dass sie auf einem Strohlager schliefen; darauf breitete man Laken aus, dazu kam eine grobe Zudecke und ein Strohkissen oder wollenes Polster.
Auf den mittelalterlichen Burgen legte man bei den Betten weniger Wert auf saubere Bettwäsche als auf kostbare Bezüge. Die Kissen bestanden oft aus Samt und Seide und waren obendrein mit Pelz besetzt. Seit dem 17. Jahrhundert wurde Leinen zu Bettlaken und Kissenüberzügen verarbeitet. Seit 1860 wurde für die Herstellung Baumwolle aufgrund der einfacheren Verarbeitbarkeit verwendet. Da Bettwäsche früher nur einen rein funktionalen Nutzen hatte, war sie in Weiß gehalten, bevor Farben und Verzierungen hinzugefügt wurden.
Das Wort Laken geht auf das altsächsische Wort lakan (Tuch aus Leinen oder feiner Wollstoff) zurück, während das Wort Leintuch auf mhd. lilachen / ahd. linlachan verweist, das später zu Leilach wurde.

## Verwendung
Bettwäsche schützt die Bettware vor Verschmutzung. Sie ist aus hygienischen Gründen wichtig, da der Mensch beim Schlafen schwitzt und die Textilien mit Hautschuppen verschmutzt. Diese Schuppen werden von Hausstaubmilben gefressen, deren Ausscheidungen allergische Reaktionen (Hausstauballergie) beim Menschen verursachen können. 
Daraus ergibt sich die Anforderung, dass die Bettwäsche leicht wechselbar und gut waschbar sein sollte. Überzüge haben immer häufiger Reißverschlüsse statt Knöpfe. Insbesondere in Hotels werden zur Minimierung des Arbeitsaufwandes meist Hotelverschlüsse verwendet.

## Spannbettlaken
Die Entwicklung des Spannbettlakens (in der Schweiz: Fixleintuch) geht auf die 1950er/1960er Jahre zurück. Die Amerikanerin Bertha Berman reichte bereits 1957 ein Patentgesuch für ein Bettlaken ein, das mit einem Reissverschluss fixiert wurde. Das Patent wurde 1959 erteilt. Ein US-Patent für ein Spannbettlaken mit elastischen Einsätzen in den Ecken wurde danach 1962 von James L. Cobb beantragt und 1963 erteilt. Das ursprüngliche Design verfügte über Gummizüge in allen vier Ecken, wodurch das Laken sicher auf der Matratze hielt. Diese Innovation stellte eine praktische Verbesserung gegenüber herkömmlichen Bettlaken dar, die sich während der Nacht häufig lösten. Für die Schweiz nimmt das Unternehmen Schlossberg die Einführung des Fixleintuchs aus Jersey (1979) für sich in Anspruch.
Im Laufe der Zeit wurden verschiedene Varianten eingeführt, darunter Spannbettlaken mit Gummizügen nur an Kopf- und Fußende sowie Ausführungen mit umlaufendem Gummizug für einen noch festeren Sitz. Diese Entwicklungen hatten einen bedeutenden Einfluss auf die Standardisierung von Bettwäsche in Europa und darüber hinaus.
Spannbettlaken werden für unterschiedliche Matratzentypen hergestellt, darunter Standardmatratzen, Boxspringmatratzen und Topper. Sie sind in einer Vielzahl von Stoffen erhältlich, beispielsweise aus Baumwollsatin oder Jersey, die jeweils unterschiedliche Eigenschaften in Bezug auf Komfort und Atmungsaktivität bieten.

## Material

### Nach Textilfaser
- Baumwolle
- Mikrofaser
- Flachs. Die Fasern haben einen eher harten Griff.
- Seide
- Hanf

### Nach Stoffart
- Biber, angerautes Baumwollgewebe, für die kalte Jahreszeit geeignet.
- Flanell, angerautes Baumwollgewebe, nicht so schwer wie Biber, Stoff wird auch für Hemden verwendet.
- Frottee, aus Schlingengewebe mit besonderer Saugfähigkeit und angenehmem Griff.
- Jersey, ein Gestrick, verzieht sich daher leicht.
- Leinen, gewebt, gut bedruckbar, formstabil, angenehm auf der Haut, für jede Jahreszeit geeignet.
- Polypropylen-Vliesstoff, die Einweg-Laken werden wie normale Laken eingesetzt und sind für den einmaligen Gebrauch gedacht (Einsatzdauer bis zu zwei Wochen).
- Renforcé, mittelfeines, glattes Baumwollgewebe, geeignet für den Sommer und bedruckte Bettwäsche.
- Satin, glänzendes Mischgewebe, fühlt sich kühl an, daher für den Sommer geeignet.
- Seersucker, Baumwollgewebe, das durch abwechselnde glatte und geraffte Stoffstreifen bügelfrei ist.
- Batist, ein sehr feinfädiges Gewebe, das besonders luftig und leicht ist.

Während die Bettlaken meist einfarbig gefärbt sind, werden Bezüge häufig mit Mustern bedruckt oder aus verschiedenfarbigen Garnen gewebt. Auch gibt es verschiedene Webmuster; diese werden bei unifarbener Bettwäsche besonders gut sichtbar.

## Übliche Größen
- In Deutschland sind für Kopfkissen von Erwachsenen die Größen 80 × 80 cm oder 40 × 80 cm verbreitet, in Österreich die Größen 70 × 90 cm oder 60 × 80 cm. In der Schweiz sind folgende Größen verbreitet: in der Deutschschweiz meistens 65 × 65 cm, in der französischsprachigen Schweiz meistens 60 × 60 cm und in der italienischen Schweiz 50 × 90 cm. Im Norden der Schweiz ist auch das als „Pfulmen“[10] bezeichnete Kissenmass von 65 × 100 cm verbreitet. Dieses „Pfulmen“-Mass galt früher als das Schweizer Standardkissen, die Verbreitung ist jedoch auch unter dem Einfluss ausländischer Angebote zurückgegangen.
- Für traditionelle flache Bettlaken sowie Spannbettlaken gelten 90 × 200 cm bis 100 × 200 cm bei Einzelbetten bzw. 140 × 200 cm bei Großbetten als übliche Größen, für das französische bzw. Doppelbett dagegen 180 × 200 cm. Da bei einem Doppelbett oft nur ein Laken aufgespannt werden kann, sind Breiten bis zu 220 cm nicht ungewöhnlich. Wasserbetten sind konstruktionsbedingt noch einmal etwas größer als normale Doppelbetten und benötigen daher meist Betttücher mit einer Länge bis zu 240 cm. Siehe auch: Matratze #Standardgrößen
- Der Standardüberzug hat in Deutschland üblicherweise eine Größe von 135 × 200 cm, in Österreich dagegen 140 × 200 cm und in der Schweiz ist üblich eine Größe von 160 × 210 cm („nordisch“) und 135 × 170 cm (für das Schlafen mit zwei Leintüchern, also Oberleintuch und Unterleintuch). Für größere Menschen gibt es viele Bettbezüge, z. B. 155 × 220 cm. Daneben gibt es Kuvertbezüge, die dekorative Elemente einschließen. Verschlossen werden Bettbezüge per einfacher Knopfleiste (mit fest vernähten oder losen Wäscheknöpfen), Doppelknopfleiste (mit herausnehmbaren Steckknöpfen), Druckknöpfen (meist aus Kunststoff), Reißverschluss oder dem sogenannten „Hoteleinschlag“.
- In der Schweiz gibt es gerade für Matratzen und Bettdecken unzählige Formate. Dort versteht man unter „nordischer Bettwäsche“ den Bettbezug mit eingezogener Decke im Gegensatz zu der beispielsweise in Frankreich üblichen Methode, unter einem Leintuch zu schlafen, über das eine Decke gespannt und an Fuß- und Seitenenden unter die Matratze geführt wird.

## Stecklaken
Das Stecklaken ist eine saugfähige, glatt liegende Krankenunterlage. Die nur im Mittelteil des Betts vorhandene Zwischenschicht (oft „Durchzug“ genannt) soll Laken und Matratze vor jeder Art von Verunreinigung schützen und leichter zu wechseln sein, wenn die kranke Person nicht aus dem Bett aufstehen kann.